# Melinda Wagner
Melinda Wagner (Philadelphia,	25 de febrero de 1957) es una compositora estadounidense. 
Ganadora del Premio Pulitzer en Música en 1999. Está graduada por el Hamilton College. También sirvió como Compositor Residente en la Universidad de Texas en Austin y en el ‘Bravo!’ Vail Valley Music Festival.
Residente de Ridgewood, New Jersey, Wagner gánó el Premio Pulitzer en 1999 por su Concerto for Flute, Strings and Percussion. Sus trabajos han sido interpretados por numerosas orquestas, incluyendo la New York New Music Ensemble, la Network for New Music, Orchestra 2001, la San Francisco Contemporary Music Players, y muchas otras organizaciones.
Ha recibido muchas menciones honorables, incluyendo un Guggenheim Memorial Foundation Fellowship y premio de la Academia Estadounidense de las Artes y las Letras y tres premios ASCAP Joven Compositor. Anteriormente, ella también había recibido un grado honorario por el Hamilton College.
Algunas de sus más famosas piezas incluyen Trombone Concerto, Falling Angels (1992) y Extremity of Sky (2002).

## Obras
- 1999, Concerto for Flute, Strings and Percussion (ganador del Premio Pulitzer).